# 何斌奎
何斌奎，京劇鼓師，與譚鑫培、楊小樓、高慶奎、姜妙香、梅蘭芳等京劇表演藝術家密切合作。
繼李奎林鼓師以后與譚鑫培合作，錄製7套京劇唱片專輯，琴師是譚鑫培的兒子譚嘉瑞。
梅蘭芳劇團幾次到日本的巡迴公演都是他打鼓，與梅蘭芳劇團合作了許許多多的戲，橫跨1910年代到1930年代，合作錄製的京劇唱片專輯超過100套，包括4大名旦（梅蘭芳、尚小雲、荀慧生、程硯秋）僅有的1次大合作。